# Organisation (álbum)
Organisation es el segundo álbum de estudio de la banda británica de synth pop Orchestral Manoeuvres in the Dark (OMD), publicado el 24 de octubre de 1980 bajo el sello subsidiario de Virgin Records, DinDisc Records.
Generó un único sencillo, publicado el 26 de septiembre de 1980, el clásico «Enola Gay», una canción antibelicista.
En 2020 el álbum fue posicionado en el lugar no. 74 de la lista de los 80 mejores álbumes de 1980, de la revista Rolling Stone.

## Detalles
El título del álbum revela a OMD como tributario del grupo alemán Kraftwerk, pues así se titula la primera asociación musical de Florian Schneider y Ralf Hütter.
En 2003, el álbum fue republicado en edición remasterizada e incrementada con seis temas adicionales, entre ellos, la canción «Electricity» en su tercera y definitiva edición, la que fue incluida como sencillo en el primer álbum de estudio de OMD.

## Listado de canciones
Originalmente se publicó solo en disco de vinilo y en casete de cinta magnética de audio.

### Edición europea
| Lado A |                    |          |  |
| N.º    | Título             | Duración |  |
| 1.     | «Enola Gay»        | 3:25     |  |
| 2.     | «2nd Thought»      | 4:03     |  |
| 3.     | «VCL XI»           | 3:45     |  |
| 4.     | «Motion and Heart» | 3:08     |  |
| 5.     | «Statues»          | 4:05     |  |

| Lado B |                        |          |  |
| N.º    | Título                 | Duración |  |
| 1.     | «The Misunderstanding» | 4:40     |  |
| 2.     | «The More I See You»   | 4:00     |  |
| 3.     | «Promise»              | 4:38     |  |
| 4.     | «Stanlow»              | 6:16     |  |

La versión en casete contiene los temas distribuidos exactamente igual en sus dos lados.

### Edición estadounidense
Para la versión estadounidense del álbum, se hizo un híbrido, publicado en 1981, con seis temas de Organisation y cinco del primer álbum de estudio de la banda, de título homónimo, el cual hiciera de primer álbum de estudio de OMD en los Estados Unidos bajo el título de «Orchestral Manoeuvres in the Dark».
| Lado A |                   |          |  |
| N.º    | Título            | Duración |  |
| 1.     | «Enola Gay»       | 3:31     |  |
| 2.     | «2nd Thought»     | 4:12     |  |
| 3.     | «Bunker Soldiers» | 2:51     |  |
| 4.     | «Almost»          | 3:46     |  |
| 5.     | «Electricity»     | 3:32     |  |
| 6.     | «Statues»         | 4:08     |  |

| Lado B |                        |          |  |
| N.º    | Título                 | Duración |  |
| 1.     | «The Misunderstanding» | 4:45     |  |
| 2.     | «Julia's Song»         | 4:32     |  |
| 3.     | «Motion and Heart»     | 3:13     |  |
| 4.     | «Messages»             | 3:59     |  |
| 5.     | «Stanlow»              | 6:30     |  |

### Edición en disco compacto
Apareció en 1985, debido a que aún no había prevalencia del formato digital. Reproduce íntegramente el contenido del original en vinilo.

| Organisation |                        |          |  |
| N.º          | Título                 | Duración |  |
| 1.           | «Enola Gay»            | 3:25     |  |
| 2.           | «2nd Thought»          | 4:03     |  |
| 3.           | «VCL XI»               | 3:45     |  |
| 4.           | «Motion and Heart»     | 3:08     |  |
| 5.           | «Statues»              | 4:05     |  |
| 6.           | «The Misunderstanding» | 4:40     |  |
| 7.           | «The More I See You»   | 4:00     |  |
| 8.           | «Promise»              | 4:38     |  |
| 9.           | «Stanlow»              | 6:16     |  |

| Temas adicionales en la reedición 2003 |                                            |          |  |
| N.º                                    | Título                                     | Duración |  |
| 10.                                    | «Annex»                                    | 4:33     |  |
| 11.                                    | «Introducing Radios»                       | 1:27     |  |
| 12.                                    | «Distance Fades Between Us»                | 3:44     |  |
| 13.                                    | «Progress»                                 | 2:57     |  |
| 14.                                    | «Once When I Was Six»                      | 3:12     |  |
| 15.                                    | «Electricity» (versión de 1980 de DinDisc) | 3:43     |  |

## Créditos
- Andy McCluskey: vocalista y bajo eléctrico.
- Paul Humphreys: sintetizador principal.
- Malcolm Holmes: batería electrónica.
- Martin Cooper: sintetizador.